# Autobiography of a Princess
Autobiography of a Princess is een Britse dramafilm uit 1975 onder regie van James Ivory.

## Verhaal
Een gescheiden Indiase prinses woont in ballingschap in Londen. Ze nodigt de ex-leraar van haar vader uit op een tuinfeest. Daar kunnen de genodigden filmbeelden bekijken van het hofleven in India.

## Rolverdeling
| Acteur          | Personage   |
| --------------- | ----------- |
| James Mason     | Cyril Sahib |
| Madhur Jaffrey  | Prinses     |
| Keith Varnier   | Bezorger    |
| Diane Fletcher  | Afperser    |
| Timothy Bateson | Afperser    |
| Johnny Stuart   | Afperser    |
| Nazrul Rahman   | Papa        |